# FRÖSI
FRÖSI era il nome di una rivista per bambini pubblicata nella RDT dalla casa editrice Junge Welt.

## Storia
Il nome FRÖSI deriva dalla prima riga di una canzone pionieristica di Hans Naumilkat, Fröhlich sein und singen (essere felici e cantare), che era molto conosciuta all'epoca. Essere felici e cantare era inizialmente il titolo completo, dal 1965 fu introdotta la forma abbreviata.
Il 25 giugno 1953 uscì il primo numero di FRÖSI, con 32 pagine e un saluto dell'allora presidente della FDJ Erich Honecker; ad esso seguirono altri tre numeri nel corso del primo anno. Secondo il ritmo di pubblicazione semestrale fino alla fine del 1955, ci furono otto numeri ciascuno nel 1954 e nel 1955. Successivamente, FRÖSI si presenta ai suoi lettori con un numero iniziale di 32 pagine al mese. Nel 1970, il numero di pagine è salito a 40; a volte c'erano anche numeri di dimensioni diverse o numeri doppi (numero 8/9 del 1969). La tiratura massima è stata di circa 600.000 copie. Fino al numero di novembre 1962, il prezzo di vendita al pubblico era di 50, successivamente di 70 pfennig.
Oltre ai fumetti di propaganda (ad es. Stiamo costruendo un carro armato nel numero 9/1957), il personaggio comico Korbine Früchtchen che chiede la raccolta di materie riciclate, erbe e bacche e principi di igiene e profilassi sanitaria (personaggio comico Kundi), le storie illustrate Ali e Archibald e Captain Lütt di Horst Alisch, Mäxchen e Tüte di Richard Hambach, i fumetti Atomino, Chiodino e Cipollino tratti da fumetti italiani di Marcello Argilli, Gabriella Parca e Vinicio Berti oltre ai fumettisti tedeschi Jürgen Günthers Otto e Alvin . Una stampa a colori è stata inclusa mensilmente come immagine collettiva. Inoltre, negli opuscoli c'erano suggerimenti per l'artigianato, contributi dalla natura, dalla scienza e dalla tecnologia. Occasionalmente c'erano edizioni con inserti, come spesso accade con un calendario natalizio nell'edizione di novembre.
FRÖSI ha anche organizzato una discoteca durante i festival scolastici. Alle feste della stampa e alle feste popolari c'era spesso uno stand FRÖSI che trattavano temi di attualità.

## Sviluppo post-riunificazione Germania
La rivista FRÖSI nel 1990, dopo la riunificazione, viene ribattezzata Tandem ma le pubblicazioni si interrompono quando la Treuhand, società statale RDT fondata per fondata con il compito di privatizzare le imprese statali, ha liquidato la casa editrice Junge Welt nel marzo 1991.
Nel giugno 2002, un numero unico è apparso come supplemento all'edizione del fine settimana di Neues Deutschland, nel tentativo di rilanciare FRÖSI come rivista per bambini. Nello stesso anno, è stato preparato un altro numero in diverse varianti. Dopo diversi rinvii, FRÖSI è stato pubblicato nuovamente a partire dal maggio 2005 - ma solo nei nuovi Stati federali - come rivista mensile di 32 pagine in formato A4 per bambini di età compresa tra gli 8 e i 12 anni, con una tiratura iniziale di 70.000 copie al prezzo di 2,10 euro. La rivista è stata interrotta nel novembre 2005. I motivi sono stati il crollo delle vendite e le relative difficoltà finanziarie.

## Curiosità
Nella serie di libri Die Känguru-Chroniken del cabarettista, autore, cantante, cabarettista e sbandieratore di poesie berlinese, Marc-Uwe Kling, FRÖSI  è citata in varie occasioni come una rivista letta dal suo fittizio coinquilino, un canguro comunista, e descritta come "una variante ideologicamente un po' più solida di Yps".

## Letteratura
- Rudolf Chowanetz: Die Kinderzeitschriften in der DDR von 1946 bis 1960 (= Studi sulla storia della letteratura tedesca per bambini e ragazzi. Volume 13). Kinderbuchverlag, Berlino 1983, ZDB-ID 193898-8
- Julia-Maria Warkentin: Zu den literarischen Texten in Kinder- und Jugendzeitschriften der DDR (Zeitschrift Frösi, Jahrgang 1990). GRIN Verlag, Monaco 2009, ISBN 978-3-640-23823-1 (tesina, seminario avanzato, 2006).[13]
- Marco Bertram et al: Kindheit in der DDR. Con Sandmann, Frösi e Pioniertuch attraverso quattro emozionanti decenni. A cura di Gaby Falk e Hans-Joachim Schneider. Komet, Colonia 2013, ISBN 978-3-86941-156-9.[14]